# کارلوشکا
کارلوشکا (به لاتین: Karlushka) یک منطقهٔ مسکونی در روسیه است که در جمهوری آلتای واقع شده‌است.